# Lindåsen
Lindåsen är en liten by i Hedesunda socken, Gävle kommun. Området som Lindåsen tillhör heter Bodarna, Hedesunda. Byn är känd i handlingar sedan mitten på 1600-talet. Närmaste grannby är Fallet.